# 午夜密令
《午夜密令》（英語：Six Minutes to Midnight）是一部美國劇情驚悚電影，由安迪·戈達德指導，詹姆士·達西、塞琳·瓊斯（英語：Celyn Jones）、大衛·斯科菲德（英語：David Schofield）、吉姆·布勞德本特、茱蒂·丹契主演。於2021年3月26日在英國網路串流。

## 劇情
在第二次世界大戰開始前不久，英國海岸的一所德國女孩在寄宿學校錄影。影片是根據英國特工（偽裝成學校老師）的企圖，揭露學生的陰謀，並發現他的失踪的事。

## 演員
- 埃迪·伊扎德飾演Thomas Miller
- Carla Juri飾演Ilse Keller
- 詹姆士·達西飾演Captain Drey
- 塞琳·瓊斯（英語：Celyn Jones）飾演Corporal Willis
- 大衛·斯科菲德（英語：David Schofield）飾演Colonel Smith
- 吉姆·布勞德本特飾演Charlie
- 茱蒂·丹契飾演Miss Rocholl

## 製作
演員埃迪·伊扎德在接受Chortle採訪時說，她已經完成了與塞萊恩·瓊斯（Celyn Jones）共同創作的第一部劇本，且電影背景為第二次世界大戰。

### 拍攝
主要攝影作品於2018年7月3日開始，歷時六週，在威爾士和英國各地拍攝。

## 發行
這部電影於2021年3月26日在英國由天空電影發行。它原定於2020年5月29日由獅門發布，但由於2019冠狀病毒病疫情大流行而被延遲。IFC電影公司在美國發行了這部電影，並於2021年3月26日在美國發行。現在英國獅門在國內發行電影，而國際發行權目前正在出售中。

## 外部連結
- 互联网电影数据库（IMDb）上《午夜密令》的资料（英文）